# Bašići (Kroatië)
Bašići is een plaats in de gemeente Barban in de Kroatische provincie Istrië. De plaats telt inwoners (2001).